# Тур WTA 1994
Тур WTA 1994 — серія елітних професійних тенісних турнірів, які проходили під егідою Жіночої тенісної асоціації (WTA) упродовж сезону. Календар Туру WTA містив 55 турнірів: турніри Великого шолома (під егідою Міжнародної тенісної федерації (ITF)), Фінал WTA та турніри 1-4 категорій. Сезон тривав з січня до листопада 1994 року.

## Графік
Нижче наведено повний розклад  турнірів сезону, включаючи перелік тенісистів, які дійшли на турнірах щонайменше до чвертьфіналу.
Позначення
| Турніри Великого шолома |
| Олімпійські Ігри        |
| Фінал WTA               |
| Турніри 1 категорії     |
| Турніри 2 категорії     |
| Турніри 3 категорії     |
| Турніри 4 категорії     |
| Командні турніри        |

### Січень
| Тиждень           | Турнір | Чемпіонки                                                     | Фіналістки                          | Півфіналістки                       | Чвертьфіналістки                                                        |
| ----------------- | --- | ------------------------------------------------------------- | ----------------------------------- | ----------------------------------- | ----------------------------------------------------------------------- |
| 3 січня           | Hyundai Hopman Cup Перт, Австралія ITF Mixed Teams Championships A$1,000,000 – Тверде (i) – 12 teams                                                              | Чехія · 2–1                                                   | Німеччина                           | Австралія · Австрія                 | Швейцарія · Франція · Іспанія · Сполучені Штати Америки                 |
| 3 січня           | Danone Hardcourt Championships Брисбен, Австралія Турнір 3 категорії $150,000 - Тверде - 56S/32Q/28D Одиночний розряд - Парний розряд                             | Ліндсі Девенпорт 6–1, 2–6, 6–3                                | Флоренсія Лабат                     | Магдалена Малеєва Ван Ші-тін        | Рейчел Макквіллан Мішелл Джаггерд-Лай Наталія Медведєва Барбара Ріттнер |
| 3 січня           | Danone Hardcourt Championships Брисбен, Австралія Турнір 3 категорії $150,000 - Тверде - 56S/32Q/28D Одиночний розряд - Парний розряд                             | Лаура Голарса Наталія Медведєва 6–3, 6–1                      | Дженні Бірн Рейчел Макквіллан       | Магдалена Малеєва Ван Ші-тін        | Рейчел Макквіллан Мішелл Джаггерд-Лай Наталія Медведєва Барбара Ріттнер |
| 10 січня          | Tasmanian International Гобарт, Австралія Турнір 4 категорії $100,000 - Тверде - 32S/32Q/16D Одиночний розряд - Парний розряд                                     | Ендо Мана 6–1, 6–7(1–7), 6–4                                  | Рейчел Макквіллан                   | Чанда Рубін Крісті Богерт           | Сільвія Фаріна-Елія Джинджер Гелгесон Беате Райнштадлер Лаура Голарса   |
| 10 січня          | Tasmanian International Гобарт, Австралія Турнір 4 категорії $100,000 - Тверде - 32S/32Q/16D Одиночний розряд - Парний розряд                                     | Лінда Вілд Чанда Рубін 7–5, 4–6, 7–6(7–1)                     | Дженні Бірн Рейчел Макквіллан       | Чанда Рубін Крісті Богерт           | Сільвія Фаріна-Елія Джинджер Гелгесон Беате Райнштадлер Лаура Голарса   |
| 10 січня          | Peters NSW Open Сідней, Австралія Турнір 2 категорії $300,000 - Тверде - 32S/32Q/16D Одиночний розряд - Парний розряд                                             | Дате-Крумм Кіміко 6–4, 6–2                                    | Мері Джо Фернандес                  | Патті Фендік Габріела Сабатіні      | Кончіта Мартінес Лінда Феррандо Зіна Гаррісон Барбара Ріттнер           |
| 10 січня          | Peters NSW Open Сідней, Австралія Турнір 2 категорії $300,000 - Тверде - 32S/32Q/16D Одиночний розряд - Парний розряд                                             | Патті Фендік Мередіт Макґрат 6–2, 6–3                         | Яна Новотна Аранча Санчес Вікаріо   | Патті Фендік Габріела Сабатіні      | Кончіта Мартінес Лінда Феррандо Зіна Гаррісон Барбара Ріттнер           |
| 17 січня 24 січня | Відкритий чемпіонат Австралії з тенісу Мельбурн, Австралія Турнір Великого шолома $2,425,858 - Тверде - 128S/64Q/64D/32X Одиночний розряд - Парний розряд - Мікст | Штеффі Граф 6–0, 6–2                                          | Аранча Санчес Вікаріо               | Дате-Крумм Кіміко Габріела Сабатіні | Ліндсі Девенпорт Кончіта Мартінес Яна Новотна Мануела Малеєва           |
| 17 січня 24 січня | Відкритий чемпіонат Австралії з тенісу Мельбурн, Австралія Турнір Великого шолома $2,425,858 - Тверде - 128S/64Q/64D/32X Одиночний розряд - Парний розряд - Мікст | Джиджі Фернандес Наташа Звєрєва 6–3, 4–6, 6–4                 | Патті Фендік Мередіт Макґрат        | Дате-Крумм Кіміко Габріела Сабатіні | Ліндсі Девенпорт Кончіта Мартінес Яна Новотна Мануела Малеєва           |
| 17 січня 24 січня | Відкритий чемпіонат Австралії з тенісу Мельбурн, Австралія Турнір Великого шолома $2,425,858 - Тверде - 128S/64Q/64D/32X Одиночний розряд - Парний розряд - Мікст | Лариса Савченко-Нейланд Андрій Ольховський 7–5, 6–7(0–7), 6–2 | Гелена Сукова Тодд Вудбрідж         | Дате-Крумм Кіміко Габріела Сабатіні | Ліндсі Девенпорт Кончіта Мартінес Яна Новотна Мануела Малеєва           |
| 31 січня          | AMWAY Classic Окленд (Нова Зеландія), Нова Зеландія Турнір 4 категорії $100,000 - Тверде - 32S/32Q/16D Одиночний розряд - Парний розряд                           | Джинджер Гелгесон 7–6(7–4), 6–3                               | Інес Горрочатегі                    | Жулі Алар-Декюжі Патрісія Гі        | Анна Смашнова Тесса Прайс Вероніка Мартінек Джолен Ватанабе             |
| 31 січня          | AMWAY Classic Окленд (Нова Зеландія), Нова Зеландія Турнір 4 категорії $100,000 - Тверде - 32S/32Q/16D Одиночний розряд - Парний розряд                           | Патрісія Гі Мерседес Пас 6–4, 7–6(7–4)                        | Дженні Бірн Джулі Річардсон         | Жулі Алар-Декюжі Патрісія Гі        | Анна Смашнова Тесса Прайс Вероніка Мартінек Джолен Ватанабе             |
| 31 січня          | Toray Pan Pacific Open Tokyo, Японія Турнір 1 категорії $750,000 - Тверде - 32S/32Q/16D Одиночний розряд - Парний розряд                                          | Штеффі Граф 6–2, 6–4                                          | Мартіна Навратілова                 | Крісті Богерт Мануела Малеєва       | Яна Неєдли Пем Шрайвер Маркета Кохта Лариса Савченко-Нейланд            |
| 31 січня          | Toray Pan Pacific Open Tokyo, Японія Турнір 1 категорії $750,000 - Тверде - 32S/32Q/16D Одиночний розряд - Парний розряд                                          | Пем Шрайвер Елізабет Смайлі 6–3, 3–6, 7–6(7–3)                | Манон Боллеграф Мартіна Навратілова | Крісті Богерт Мануела Малеєва       | Яна Неєдли Пем Шрайвер Маркета Кохта Лариса Савченко-Нейланд            |

### Лютий
| Тиждень   | Турнір | Чемпіонки                                          | Фіналістки                          | Півфіналістки                 | Чвертьфіналістки                                                |
| --------- | --- | -------------------------------------------------- | ----------------------------------- | ----------------------------- | --------------------------------------------------------------- |
| 7 лютого  | Virginia Slims of Chicago Чикаго, IL, U.S. Турнір 2 категорії $400,000 - Килим (i) - 28S/32Q/16D Одиночний розряд - Парний розряд                                | Наташа Звєрєва 6–3, 7–5                            | Чанда Рубін                         | Магдалена Малеєва Лорі Макніл | Мартіна Навратілова Сандра Качіч Зіна Гаррісон Ліндсі Девенпорт |
| 7 лютого  | Virginia Slims of Chicago Чикаго, IL, U.S. Турнір 2 категорії $400,000 - Килим (i) - 28S/32Q/16D Одиночний розряд - Парний розряд                                | Джиджі Фернандес Наташа Звєрєва 6–3, 3–6, 6–4      | Манон Боллеграф Мартіна Навратілова | Магдалена Малеєва Лорі Макніл | Мартіна Навратілова Сандра Качіч Зіна Гаррісон Ліндсі Девенпорт |
| 7 лютого  | EA-Generali Ladies Linz Лінц, Австрія Турнір 3 категорії $150,000 - Килим (i) - 32S/32Q/16D Одиночний розряд - Парний розряд                                     | Сабін Аппельманс 6–1, 4–6, 7–6(7–3)                | Мейке Бабель                        | Барбара Шетт Євгенія Манюкова | Анке Губер Олена Макарова Лейла Месхі Сандра Чеккіні            |
| 7 лютого  | EA-Generali Ladies Linz Лінц, Австрія Турнір 3 категорії $150,000 - Килим (i) - 32S/32Q/16D Одиночний розряд - Парний розряд                                     | Євгенія Манюкова Лейла Месхі 6–2, 6–2              | Оса Свенссон Кароліна Шнайдер       | Барбара Шетт Євгенія Манюкова | Анке Губер Олена Макарова Лейла Месхі Сандра Чеккіні            |
| 7 лютого  | Asian Open Осака, Японія Турнір 3 категорії $150,000 - Килим (i) - 32S/32Q/16D Одиночний розряд - Парний розряд                                                  | Мануела Малеєва 6–1, 4–6, 7–5                      | Іва Майолі                          | Ендо Мана Суґіяма Ай          | Каміо Йоне Міяуті Місумі Крісті Богерт Sung-Hee Park            |
| 7 лютого  | Asian Open Осака, Японія Турнір 3 категорії $150,000 - Килим (i) - 32S/32Q/16D Одиночний розряд - Парний розряд                                                  | Лариса Савченко-Нейланд Ренне Стаббс 6–4, 6–7, 7–5 | Пем Шрайвер Елізабет Смайлі         | Ендо Мана Суґіяма Ай          | Каміо Йоне Міяуті Місумі Крісті Богерт Sung-Hee Park            |
| 14 лютого | China Open Пекін, КНР Турнір 4 категорії $100,000 - Тверде (i) - 32S/32Q/16D Одиночний розряд - Парний розряд                                                    | Басукі Яюк 6–4, 6–2                                | Нагацука Кьоко                      | Андреа Стрнадова Пем Шрайвер  | Алексія Дешом-Баллере Зілке Маєр Лі Фан Міяуті Місумі           |
| 14 лютого | China Open Пекін, КНР Турнір 4 категорії $100,000 - Тверде (i) - 32S/32Q/16D Одиночний розряд - Парний розряд                                                    | Чень Лі-Лін Лі Фан 6–0, 6–2                        | Керрі-Енн Г'юз Валда Лейк           | Андреа Стрнадова Пем Шрайвер  | Алексія Дешом-Баллере Зілке Маєр Лі Фан Міяуті Місумі           |
| 14 лютого | IGA Tennis Classic Оклахома-Сіті, OK, U.S. Турнір 3 категорії $150,000 - Тверде (i) - 32S/32Q/16D Одиночний розряд - Парний розряд                               | Мередіт Макґрат 7–6(8–6), 7–6(7–4)                 | Бренда Шульц-Маккарті               | Зіна Гаррісон Емі Фрейзер     | Катріна Адамс Сандра Качіч Патті Фендік Гелен Келесі            |
| 14 лютого | IGA Tennis Classic Оклахома-Сіті, OK, U.S. Турнір 3 категорії $150,000 - Тверде (i) - 32S/32Q/16D Одиночний розряд - Парний розряд                               | Патті Фендік Мередіт Макґрат 7–6(7–3), 6–2         | Катріна Адамс Манон Боллеграф       | Зіна Гаррісон Емі Фрейзер     | Катріна Адамс Сандра Качіч Патті Фендік Гелен Келесі            |
| 14 лютого | Open Gaz de France Paris, Франція Турнір 2 категорії $400,000 - Тверде (i) - 32S/32Q/16D Одиночний розряд - Парний розряд                                        | Мартіна Навратілова 7–5, 6–3                       | Жулі Алар-Декюжі                    | Лейла Месхі Катарина Малеєва  | Сабін Аппельманс Кароліна Віс Лоранс Куртуа Вілтруд Пробст      |
| 14 лютого | Open Gaz de France Paris, Франція Турнір 2 категорії $400,000 - Тверде (i) - 32S/32Q/16D Одиночний розряд - Парний розряд                                        | Сабін Аппельманс Лоранс Куртуа 6–4, 6–4            | Марі П'єрс Андреа Темешварі         | Лейла Месхі Катарина Малеєва  | Сабін Аппельманс Кароліна Віс Лоранс Куртуа Вілтруд Пробст      |
| 21 лютого | Newsweek Champions Cup and the Evert Cup Індіан-Веллс (Каліфорнія), CA, U.S. Турнір 2 категорії $400,000 - Тверде - 32S/32Q/16D Одиночний розряд - Парний розряд | Штеффі Граф 6–0, 6–4                               | Аманда Кетцер                       | Іва Майолі Ліндсі Девенпорт   | Джинджер Гелгесон Наташа Звєрєва Юдіт Візнер Мері Джо Фернандес |
| 21 лютого | Newsweek Champions Cup and the Evert Cup Індіан-Веллс (Каліфорнія), CA, U.S. Турнір 2 категорії $400,000 - Тверде - 32S/32Q/16D Одиночний розряд - Парний розряд | Ліндсі Девенпорт Ліза Реймонд 6–2, 6–4             | Манон Боллеграф Гелена Сукова       | Іва Майолі Ліндсі Девенпорт   | Джинджер Гелгесон Наташа Звєрєва Юдіт Візнер Мері Джо Фернандес |
| 28 лютого | Virginia Slims of Florida Делрей-Біч, FL, U.S. Турнір 2 категорії $400,000 - Тверде - 56S/32Q/28D Одиночний розряд - Парний розряд                               | Штеффі Граф 6–3, 7–5                               | Аранча Санчес Вікаріо               | Гелена Сукова Чанда Рубін     | Забіне Гак Габріела Сабатіні Наталія Медведєва Стефані Роттьєр  |
| 28 лютого | Virginia Slims of Florida Делрей-Біч, FL, U.S. Турнір 2 категорії $400,000 - Тверде - 56S/32Q/28D Одиночний розряд - Парний розряд                               | Яна Новотна Аранча Санчес Вікаріо 6–2, 6–0         | Манон Боллеграф Гелена Сукова       | Гелена Сукова Чанда Рубін     | Забіне Гак Габріела Сабатіні Наталія Медведєва Стефані Роттьєр  |

### Березень
| Тиждень              | Турнір | Чемпіонки                                           | Фіналістки                      | Півфіналістки                          | Чвертьфіналістки                                                        |
| -------------------- | --- | --------------------------------------------------- | ------------------------------- | -------------------------------------- | ----------------------------------------------------------------------- |
| 7 березня 14 березня | Lipton Championships Маямі, FL, U.S. Турнір 1 категорії $1,000,000 - Тверде - 96S/64Q/48D Одиночний розряд - Парний розряд                           | Штеффі Граф 4–6, 6–1, 6–2                           | Наташа Звєрєва                  | Ліндсі Девенпорт Бренда Шульц-Маккарті | Дате-Крумм Кіміко Габріела Сабатіні Яна Новотна Аранча Санчес Вікаріо   |
| 7 березня 14 березня | Lipton Championships Маямі, FL, U.S. Турнір 1 категорії $1,000,000 - Тверде - 96S/64Q/48D Одиночний розряд - Парний розряд                           | Джиджі Фернандес Наташа Звєрєва 6–3, 6–1            | Патті Фендік Мередіт Макґрат    | Ліндсі Девенпорт Бренда Шульц-Маккарті | Дате-Крумм Кіміко Габріела Сабатіні Яна Новотна Аранча Санчес Вікаріо   |
| 21 березня           | 1994 Virginia Slims of Houston Х'юстон, TX, U.S. Турнір 2 категорії $400,000 - Ґрунт - 28S/32Q/16D Одиночний розряд - Парний розряд                  | Забіне Гак 7–5, 6–4                                 | Марі П'єрс                      | Кончіта Мартінес Оса Свенссон          | Анхелес Монтоліо Вероніка Мартінек Сандра Качіч Беттіна Фулько          |
| 21 березня           | 1994 Virginia Slims of Houston Х'юстон, TX, U.S. Турнір 2 категорії $400,000 - Ґрунт - 28S/32Q/16D Одиночний розряд - Парний розряд                  | Манон Боллеграф Мартіна Навратілова 6–4, 6–2        | Катріна Адамс Зіна Гаррісон     | Кончіта Мартінес Оса Свенссон          | Анхелес Монтоліо Вероніка Мартінек Сандра Качіч Беттіна Фулько          |
| 28 березня           | Family Circle Cup Гілтон-Гед-Айленд (Південна Кароліна), SC, U.S. Турнір 1 категорії $750,000 - Ґрунт - 56S/32Q/28D Одиночний розряд - Парний розряд | Кончіта Мартінес 6–4, 6–0                           | Наташа Звєрєва                  | Марі П'єрс Іва Майолі                  | Аранча Санчес Вікаріо Сандра Чеккіні Ліндсі Девенпорт Джинджер Гелгесон |
| 28 березня           | Family Circle Cup Гілтон-Гед-Айленд (Південна Кароліна), SC, U.S. Турнір 1 категорії $750,000 - Ґрунт - 56S/32Q/28D Одиночний розряд - Парний розряд | Лорі Макніл Аранча Санчес Вікаріо 6–4, 4-1, Retired | Джиджі Фернандес Наташа Звєрєва | Марі П'єрс Іва Майолі                  | Аранча Санчес Вікаріо Сандра Чеккіні Ліндсі Девенпорт Джинджер Гелгесон |

### Квітень
| Тиждень   | Турнір | Чемпіонки                                                        | Фіналістки                      | Півфіналістки                        | Чвертьфіналістки                                                 |
| --------- | --- | ---------------------------------------------------------------- | ------------------------------- | ------------------------------------ | ---------------------------------------------------------------- |
| 4 квітня  | Bausch & Lomb Championships Амелія (острів), FL, U.S. Турнір 2 категорії $400,000 - Ґрунт - 56S/32Q/28D Одиночний розряд - Парний розряд | Аранча Санчес Вікаріо 6–1, 6–4                                   | Габріела Сабатіні               | Мартіна Навратілова Ліндсі Девенпорт | Забіне Гак Чанда Рубін Марі П'єрс Кончіта Мартінес               |
| 4 квітня  | Bausch & Lomb Championships Амелія (острів), FL, U.S. Турнір 2 категорії $400,000 - Ґрунт - 56S/32Q/28D Одиночний розряд - Парний розряд | Лариса Савченко-Нейланд Аранча Санчес Вікаріо 6–2, 6–7(6–8), 6–4 | Аманда Кетцер Інес Горрочатегі  | Мартіна Навратілова Ліндсі Девенпорт | Забіне Гак Чанда Рубін Марі П'єрс Кончіта Мартінес               |
| 4 квітня  | Відкритий чемпіонат Японії з тенісу Tokyo, Японія Турнір 3 категорії $150,000 - Тверде - 32S/32Q/16D Одиночний розряд - Парний розряд    | Дате-Крумм Кіміко 7–5, 6–0                                       | Емі Фрейзер                     | Савамацу Наоко Сабін Аппельманс      | Барбара Шетт Флоренсія Лабат Патті Фендік Маріанн Вердел         |
| 4 квітня  | Відкритий чемпіонат Японії з тенісу Tokyo, Японія Турнір 3 категорії $150,000 - Тверде - 32S/32Q/16D Одиночний розряд - Парний розряд    | Доносіро Мамі Суґіяма Ай 6–4, 6–1                                | Басукі Яюк Міягі Нана           | Савамацу Наоко Сабін Аппельманс      | Барбара Шетт Флоренсія Лабат Патті Фендік Маріанн Вердел         |
| 11 квітня | Volvo Women's Open Паттайя, Таїланд Турнір 4 категорії $100,000 - Тверде - 32S/32Q/16D Одиночний розряд - Парний розряд                  | Сабін Аппельманс 6–7(5–7), 7–6(7–5), 6–2                         | Патті Фендік                    | Флоренсія Лабат Крістін Кунс         | Петра Камстра Мередіт Макґрат Ніколь Арендт Барбара Паулюс       |
| 11 квітня | Volvo Women's Open Паттайя, Таїланд Турнір 4 категорії $100,000 - Тверде - 32S/32Q/16D Одиночний розряд - Парний розряд                  | Патті Фендік Мередіт Макґрат 7–6(7–0), 3–6, 6–3                  | Басукі Яюк Міягі Нана           | Флоренсія Лабат Крістін Кунс         | Петра Камстра Мередіт Макґрат Ніколь Арендт Барбара Паулюс       |
| 18 квітня | Barcelona Ladies Open Барселона, Іспанія Турнір 2 категорії $400,000 - Ґрунт - 32S/32Q/16D Одиночний розряд - Парний розряд              | Аранча Санчес Вікаріо 6–0, 6–2                                   | Іва Майолі                      | Забіне Гак Магдалена Малеєва         | Жулі Алар-Декюжі Патрісія Тарабіні Енн Гроссман Кончіта Мартінес |
| 18 квітня | Barcelona Ladies Open Барселона, Іспанія Турнір 2 категорії $400,000 - Ґрунт - 32S/32Q/16D Одиночний розряд - Парний розряд              | Лариса Савченко-Нейланд Аранча Санчес Вікаріо 6–2, 6–4           | Жулі Алар-Декюжі Наталі Тозья   | Забіне Гак Магдалена Малеєва         | Жулі Алар-Декюжі Патрісія Тарабіні Енн Гроссман Кончіта Мартінес |
| 18 квітня | Singapore Classic Сінгапур, Сінгапур Турнір 4 категорії $100,000 - Тверде - 32S/32Q/16D Одиночний розряд - Парний розряд                 | Савамацу Наоко 7–5, 7–5                                          | Флоренсія Лабат                 | Ніколь Арендт Лі Фан                 | Лінда Вілд Тесса Прайс Джулі Стівен Каміо Йоне                   |
| 18 квітня | Singapore Classic Сінгапур, Сінгапур Турнір 4 категорії $100,000 - Тверде - 32S/32Q/16D Одиночний розряд - Парний розряд                 | Патті Фендік Мередіт Макґрат 6–4, 6–1                            | Ніколь Арендт Крістін Кунс      | Ніколь Арендт Лі Фан                 | Лінда Вілд Тесса Прайс Джулі Стівен Каміо Йоне                   |
| 25 квітня | Danamon Indonesia Women's Open Джакарта, Індонезія Турнір 4 категорії $100,000 - Тверде - 32S/32Q/16D Одиночний розряд - Парний розряд   | Басукі Яюк 6–4, 3–6, 7–6(7–1)                                    | Флоренсія Лабат                 | Ван Ші-тін Крістін Кунс              | Міягі Нана Ніколь Арендт Рейчел Макквіллан Діанне Ван Ренсбург   |
| 25 квітня | Danamon Indonesia Women's Open Джакарта, Індонезія Турнір 4 категорії $100,000 - Тверде - 32S/32Q/16D Одиночний розряд - Парний розряд   | Ніколь Арендт Крістін Кунс 6–2, 6–2                              | Керрі-Енн Г'юз Андреа Стрнадова | Ван Ші-тін Крістін Кунс              | Міягі Нана Ніколь Арендт Рейчел Макквіллан Діанне Ван Ренсбург   |
| 25 квітня | Citizen Cup Гамбург, Німеччина Турнір 2 категорії $400,000 - Ґрунт - 32S/32Q/16D Одиночний розряд - Парний розряд                        | Аранча Санчес Вікаріо 4–6, 7–6(7–3), 7–6(8–6)                    | Штеффі Граф                     | Яна Новотна Забіне Гак               | Магдалена Малеєва Барбара Ріттнер Анке Губер Лейла Месхі         |
| 25 квітня | Citizen Cup Гамбург, Німеччина Турнір 2 категорії $400,000 - Ґрунт - 32S/32Q/16D Одиночний розряд - Парний розряд                        | Яна Новотна Аранча Санчес Вікаріо 6–3, 6–2                       | Євгенія Манюкова Лейла Месхі    | Яна Новотна Забіне Гак               | Магдалена Малеєва Барбара Ріттнер Анке Губер Лейла Месхі         |
| 25 квітня | Ilva Trophy Таранто, Італія Турнір 4 категорії $100,000 - Ґрунт - 32S/32Q/16D Одиночний розряд - Парний розряд                           | Жулі Алар-Декюжі 6–2, 6–3                                        | Іріна Спирля                    | Сандра Допфер Бренда Шульц-Маккарті  | Александра Фусаї Лоранс Куртуа Сандра Чеккіні Каріна Габшудова   |
| 25 квітня | Ilva Trophy Таранто, Італія Турнір 4 категорії $100,000 - Ґрунт - 32S/32Q/16D Одиночний розряд - Парний розряд                           | Іріна Спирля Нелле ван Лоттум 6–3, 2–6, 6–1                      | Сандра Чеккіні Ізабель Демонжо  | Сандра Допфер Бренда Шульц-Маккарті  | Александра Фусаї Лоранс Куртуа Сандра Чеккіні Каріна Габшудова   |

### Травень
| Тиждень             | Турнір | Чемпіонки                                     | Фіналістки                                 | Півфіналістки                 | Чвертьфіналістки                                                   |
| ------------------- | --- | --------------------------------------------- | ------------------------------------------ | ----------------------------- | ------------------------------------------------------------------ |
| 2 травня            | Internazionali d'Italia Rome, Італія Турнір 1 категорії $750,000 - Ґрунт - 56S/32Q/28D Одиночний розряд - Парний розряд                                   | Кончіта Мартінес 7–6(7–5), 6–4                | Мартіна Навратілова                        | Каріна Габшудова Іріна Спирля | Наталі Тозья Адріана Серра-Дзанетті Юдіт Візнер Савамацу Наоко     |
| 2 травня            | Internazionali d'Italia Rome, Італія Турнір 1 категорії $750,000 - Ґрунт - 56S/32Q/28D Одиночний розряд - Парний розряд                                   | Джиджі Фернандес Наташа Звєрєва 6–1, 6–3      | Габріела Сабатіні Бренда Шульц-Маккарті    | Каріна Габшудова Іріна Спирля | Наталі Тозья Адріана Серра-Дзанетті Юдіт Візнер Савамацу Наоко     |
| 9 травня            | WTA German Open Berlin, Німеччина Турнір 1 категорії $750,000 - Ґрунт - 56S/32Q/28D Одиночний розряд - Парний розряд                                      | Штеффі Граф 7–6(8–6), 6–4                     | Бренда Шульц-Маккарті                      | Яна Новотна Анке Губер        | Жулі Алар-Декюжі Інес Горрочатегі Енн Гроссман Олена Макарова      |
| 9 травня            | WTA German Open Berlin, Німеччина Турнір 1 категорії $750,000 - Ґрунт - 56S/32Q/28D Одиночний розряд - Парний розряд                                      | Джиджі Фернандес Наташа Звєрєва 6–3, 7–6(7–2) | Яна Новотна Аранча Санчес Вікаріо          | Яна Новотна Анке Губер        | Жулі Алар-Декюжі Інес Горрочатегі Енн Гроссман Олена Макарова      |
| 9 травня            | BVV Prague Open Прага, Чехія Турнір 4 категорії $100,000 - Ґрунт - 32S/32Q/16D Одиночний розряд - Парний розряд                                           | Аманда Кетцер 6–1, 7–6(16–14)                 | Оса Свенссон                               | Паола Суарес Зільке Франкль   | Барбара Шетт Людмила Ріхтерова Руксандра Драгомір Александра Фусаї |
| 9 травня            | BVV Prague Open Прага, Чехія Турнір 4 категорії $100,000 - Ґрунт - 32S/32Q/16D Одиночний розряд - Парний розряд                                           | Аманда Кетцер Лінда Вілд 6–4, 3–6, 6–2        | Крісті Богерт Лаура Голарса                | Паола Суарес Зільке Франкль   | Барбара Шетт Людмила Ріхтерова Руксандра Драгомір Александра Фусаї |
| 16 травня           | European Open Люцерн, Швейцарія Турнір 3 категорії $150,000 - Ґрунт - 28S/32Q/16D Одиночний розряд - Парний розряд                                        | Ліндсі Девенпорт 7–6(7–3), 6–4                | Ліза Реймонд                               | Чанда Рубін Емі Фрейзер       | Мередіт Макґрат Гелена Сукова Беате Райнштадлер Магдалена Малеєва  |
| 16 травня           | European Open Люцерн, Швейцарія Турнір 3 категорії $150,000 - Ґрунт - 28S/32Q/16D Одиночний розряд - Парний розряд                                        | Парний розряд canceled due to rain            |                                            | Чанда Рубін Емі Фрейзер       | Мередіт Макґрат Гелена Сукова Беате Райнштадлер Магдалена Малеєва  |
| 16 травня           | Internationaux de Strasbourg Страсбург, Франція Турнір 3 категорії $150,000 - Ґрунт - 28S/32Q/16D Одиночний розряд - Парний розряд                        | Мері Джо Фернандес 2–6, 6–4, 6–0              | Габріела Сабатіні                          | Юдіт Візнер Дате-Крумм Кіміко | Іва Майолі Сабін Аппельманс Лорі Макніл Савамацу Наоко             |
| 16 травня           | Internationaux de Strasbourg Страсбург, Франція Турнір 3 категорії $150,000 - Ґрунт - 28S/32Q/16D Одиночний розряд - Парний розряд                        | Лорі Макніл Ренне Стаббс 6–3, 3–6, 6–2        | Патрісія Тарабіні Кароліна Віс             | Юдіт Візнер Дате-Крумм Кіміко | Іва Майолі Сабін Аппельманс Лорі Макніл Савамацу Наоко             |
| 23 травня 30 травня | Відкритий чемпіонат Франції з тенісу Paris, Франція Турнір Великого шолома $3,535,650 - Ґрунт - 128S/64Q/64D/48X Одиночний розряд - Парний розряд - Мікст | Аранча Санчес Вікаріо 6–4, 6–4                | Марі П'єрс                                 | Штеффі Граф Кончіта Мартінес  | Інес Горрочатегі Петра Ріттер Забіне Гак Жулі Алар-Декюжі          |
| 23 травня 30 травня | Відкритий чемпіонат Франції з тенісу Paris, Франція Турнір Великого шолома $3,535,650 - Ґрунт - 128S/64Q/64D/48X Одиночний розряд - Парний розряд - Мікст | Джиджі Фернандес Наташа Звєрєва 6–2, 6–2      | Ліндсі Девенпорт Ліза Реймонд              | Штеффі Граф Кончіта Мартінес  | Інес Горрочатегі Петра Ріттер Забіне Гак Жулі Алар-Декюжі          |
| 23 травня 30 травня | Відкритий чемпіонат Франції з тенісу Paris, Франція Турнір Великого шолома $3,535,650 - Ґрунт - 128S/64Q/64D/48X Одиночний розряд - Парний розряд - Мікст | Крісті Богерт Менно Остінг 7–5, 3–6, 7–5      | Лариса Савченко-Нейланд Андрій Ольховський | Штеффі Граф Кончіта Мартінес  | Інес Горрочатегі Петра Ріттер Забіне Гак Жулі Алар-Декюжі          |

### Червень
| Тиждень             | Турнір | Чемпіонки                                          | Фіналістки                        | Півфіналістки                      | Чвертьфіналістки                                                   |
| ------------------- | --- | -------------------------------------------------- | --------------------------------- | ---------------------------------- | ------------------------------------------------------------------ |
| 6 червня            | DFS Classic Бірмінгем, Great Britain Турнір 3 категорії $150,000 - Трава - 56S/32Q/28D Одиночний розряд - Парний розряд                          | Лорі Макніл 6–2, 6–2                               | Зіна Гаррісон                     | Наталі Тозья Бренда Шульц-Маккарті | Лаура Голарса Пем Шрайвер Іва Майолі Йоаннетта Крюгер              |
| 6 червня            | DFS Classic Бірмінгем, Great Britain Турнір 3 категорії $150,000 - Трава - 56S/32Q/28D Одиночний розряд - Парний розряд                          | Зіна Гаррісон Лариса Савченко-Нейланд 6–4, 6–4     | Кетрін Берклей Керрі-Енн Г'юз     | Наталі Тозья Бренда Шульц-Маккарті | Лаура Голарса Пем Шрайвер Іва Майолі Йоаннетта Крюгер              |
| 13 червня           | Volkswagen Cup Істборн, Great Britain Турнір 2 категорії $400,000 - Трава - 56S/28D Одиночний розряд - Парний розряд                             | Мередіт Макґрат 6–2, 6–4                           | Лінда Вілд                        | Басукі Яюк Наташа Звєрєва          | Мартіна Навратілова Сільвія Фаріна-Елія Крістін Кунс Ліза Реймонд  |
| 13 червня           | Volkswagen Cup Істборн, Great Britain Турнір 2 категорії $400,000 - Трава - 56S/28D Одиночний розряд - Парний розряд                             | Джиджі Фернандес Наташа Звєрєва 6–7(4–7), 6–4, 6–3 | Інес Горрочатегі Гелена Сукова    | Басукі Яюк Наташа Звєрєва          | Мартіна Навратілова Сільвія Фаріна-Елія Крістін Кунс Ліза Реймонд  |
| 20 червня 27 червня | Вімблдонський турнір London, Great Britain Турнір Великого шолома $2,705,332 - Трава - 128S/64Q/64D/64X Одиночний розряд - Парний розряд - Мікст | Кончіта Мартінес 6–4, 3–6, 6–3                     | Мартіна Навратілова               | Лорі Макніл Джиджі Фернандес       | Лариса Савченко-Нейланд Ліндсі Девенпорт Яна Новотна Зіна Гаррісон |
| 20 червня 27 червня | Вімблдонський турнір London, Great Britain Турнір Великого шолома $2,705,332 - Трава - 128S/64Q/64D/64X Одиночний розряд - Парний розряд - Мікст | Джиджі Фернандес Наташа Звєрєва 6–4, 6–1           | Яна Новотна Аранча Санчес Вікаріо | Лорі Макніл Джиджі Фернандес       | Лариса Савченко-Нейланд Ліндсі Девенпорт Яна Новотна Зіна Гаррісон |
| 20 червня 27 червня | Вімблдонський турнір London, Great Britain Турнір Великого шолома $2,705,332 - Трава - 128S/64Q/64D/64X Одиночний розряд - Парний розряд - Мікст | Гелена Сукова Тодд Вудбрідж 3–6, 7–5, 6–3          | Лорі Макніл Т. Дж. Міддлтон       | Лорі Макніл Джиджі Фернандес       | Лариса Савченко-Нейланд Ліндсі Девенпорт Яна Новотна Зіна Гаррісон |

### Липень
| Тиждень  | Турнір | Чемпіонки                                      | Фіналістки                             | Півфіналістки                      | Чвертьфіналістки                                                          |
| -------- | --- | ---------------------------------------------- | -------------------------------------- | ---------------------------------- | ------------------------------------------------------------------------- |
| 4 липня  | Torneo Internazional Femmin di Palermo Палермо, Італія Турнір 4 категорії $100,000 - Ґрунт - 32S/32Q/16D Одиночний розряд - Парний розряд | Іріна Спирля 6–4, 1–6, 7–6(7–5)                | Бренда Шульц-Маккарті                  | Сандра Чеккіні Сандра Допфер       | Лі Фан Неус Авіла Петра Ріттер Катаріна Студенікова                       |
| 4 липня  | Torneo Internazional Femmin di Palermo Палермо, Італія Турнір 4 категорії $100,000 - Ґрунт - 32S/32Q/16D Одиночний розряд - Парний розряд | Руксандра Драгомір Лаура Гарроне 6–1, 6–0      | Аліче Канепа Джулія Казоні             | Сандра Чеккіні Сандра Допфер       | Лі Фан Неус Авіла Петра Ріттер Катаріна Студенікова                       |
| 18 липня | Federation Cup Франкфурт-на-Майні, Німеччина Team event Ґрунт                                                                             | Іспанія · 3–0                                  | Сполучені Штати Америки ·              | Німеччина · Франція                | Японія · Південно-Африканська Республіка · Болгарія · Австрія             |
| 25 липня | Citroën Austrian Ladies Open Штирія, Австрія Турнір 4 категорії $100,000 - Ґрунт - 32S/32Q/16D Одиночний розряд - Парний розряд           | Анке Губер 6–3, 6–3                            | Юдіт Візнер                            | Сандра Чеккіні Сільвія Фаріна-Елія | Марія Санчес Лоренсо Петра Ріттер Барбара Ріттнер Каріна Габшудова        |
| 25 липня | Citroën Austrian Ladies Open Штирія, Австрія Турнір 4 категорії $100,000 - Ґрунт - 32S/32Q/16D Одиночний розряд - Парний розряд           | Сандра Чеккіні Патрісія Тарабіні 7–5, 7–5      | Александра Фусаї Каріна Габшудова      | Сандра Чеккіні Сільвія Фаріна-Елія | Марія Санчес Лоренсо Петра Ріттер Барбара Ріттнер Каріна Габшудова        |
| 25 липня | Connecticut Open Stratton Mountain, VT, U.S. Турнір 2 категорії $400,000 - Тверде - 32S/32Q/16D Одиночний розряд - Парний розряд          | Кончіта Мартінес 4–6, 6–3, 6–4                 | Аранча Санчес Вікаріо                  | Іва Майолі Аманда Кетцер           | Tami Whitlinger Jones Мері Джо Фернандес Джинджер Гелгесон Маріанн Вердел |
| 25 липня | Connecticut Open Stratton Mountain, VT, U.S. Турнір 2 категорії $400,000 - Тверде - 32S/32Q/16D Одиночний розряд - Парний розряд          | Пем Шрайвер Елізабет Смайлі 7–6(7–4), 2–6, 7–5 | Кончіта Мартінес Аранча Санчес Вікаріо | Іва Майолі Аманда Кетцер           | Tami Whitlinger Jones Мері Джо Фернандес Джинджер Гелгесон Маріанн Вердел |

### Серпень
| Тиждень              | Турнір | Чемпіонки                                           | Фіналістки                                 | Півфіналістки                          | Чвертьфіналістки                                              |
| -------------------- | --- | --------------------------------------------------- | ------------------------------------------ | -------------------------------------- | ------------------------------------------------------------- |
| 1 серпня             | Toshiba Classic Сан-Дієго, CA, U.S. Турнір 2 категорії $400,000 - Тверде - 56S/28D Одиночний розряд - Парний розряд                                    | Штеффі Граф 6–2, 6–1                                | Аранча Санчес Вікаріо                      | Tami Whitlinger Jones Кончіта Мартінес | Жулі Алар-Декюжі Ліндсі Девенпорт Яна Новотна Крістіна Сінгер |
| 1 серпня             | Toshiba Classic Сан-Дієго, CA, U.S. Турнір 2 категорії $400,000 - Тверде - 56S/28D Одиночний розряд - Парний розряд                                    | Яна Новотна Аранча Санчес Вікаріо 6–3, 6–3          | Джинджер Гелгесон-Нілсен Рейчел Макквіллан | Tami Whitlinger Jones Кончіта Мартінес | Жулі Алар-Декюжі Ліндсі Девенпорт Яна Новотна Крістіна Сінгер |
| 8 серпня             | Virginia Slims of Los Angeles Мангеттен-Біч (Каліфорнія), CA, U.S. Турнір 2 категорії $400,000 - Тверде - 56S/32Q/28D Одиночний розряд - Парний розряд | Емі Фрейзер 6–1, 6–3                                | Енн Гроссман                               | Сабін Аппельманс Жулі Алар-Декюжі      | Кончіта Мартінес Яна Новотна Патрісія Гі Зіна Гаррісон        |
| 8 серпня             | Virginia Slims of Los Angeles Мангеттен-Біч (Каліфорнія), CA, U.S. Турнір 2 категорії $400,000 - Тверде - 56S/32Q/28D Одиночний розряд - Парний розряд | Жулі Алар-Декюжі Наталі Тозья 6–1, 0–6, 6–1         | Яна Новотна Ліза Реймонд                   | Сабін Аппельманс Жулі Алар-Декюжі      | Кончіта Мартінес Яна Новотна Патрісія Гі Зіна Гаррісон        |
| 15 серпня            | Canadian Open (теніс) Монреаль, Quebec, Канада Турнір 1 категорії $750,000 - Тверде - 56S/32Q/28D Одиночний розряд - Парний розряд                     | Аранча Санчес Вікаріо 7–5, 1–6, 7–6(7–4)            | Штеффі Граф                                | Марі П'єрс Дате-Крумм Кіміко           | Габріела Сабатіні Юдіт Візнер Наталія Бодоне Катарина Малеєва |
| 15 серпня            | Canadian Open (теніс) Монреаль, Quebec, Канада Турнір 1 категорії $750,000 - Тверде - 56S/32Q/28D Одиночний розряд - Парний розряд                     | Мередіт Макґрат Аранча Санчес Вікаріо 2–6, 6–2, 6–4 | Пем Шрайвер Елізабет Смайлі                | Марі П'єрс Дате-Крумм Кіміко           | Габріела Сабатіні Юдіт Візнер Наталія Бодоне Катарина Малеєва |
| 22 серпня            | OTB Open Скенектаді, NY, U.S. Турнір 3 категорії $150,000 - Тверде - 32S/32Q/16D Одиночний розряд - Парний розряд                                      | Юдіт Візнер 7–5, 3–6, 6–4                           | Лариса Савченко-Нейланд                    | Аманда Кетцер Наталі Тозья             | Ван Ші-тін Наталія Медведєва Стефані Роттьєр Барбара Ріттнер  |
| 22 серпня            | OTB Open Скенектаді, NY, U.S. Турнір 3 категорії $150,000 - Тверде - 32S/32Q/16D Одиночний розряд - Парний розряд                                      | Мередіт Макґрат Лариса Савченко-Нейланд 6–2, 6–2    | Пем Шрайвер Елізабет Смайлі                | Аманда Кетцер Наталі Тозья             | Ван Ші-тін Наталія Медведєва Стефані Роттьєр Барбара Ріттнер  |
| 29 серпня 15 вересня | Відкритий чемпіонат США з тенісу Нью-Йорк, U.S. Турнір Великого шолома $3,900,000 - Тверде - 128S/64Q/64D/32X Одиночний розряд - Парний розряд - Мікст | Аранча Санчес Вікаріо 1–6, 7–6(7–3), 6–4            | Штеффі Граф                                | Яна Новотна Габріела Сабатіні          | Аманда Кетцер Марі П'єрс Джиджі Фернандес Дате-Крумм Кіміко   |
| 29 серпня 15 вересня | Відкритий чемпіонат США з тенісу Нью-Йорк, U.S. Турнір Великого шолома $3,900,000 - Тверде - 128S/64Q/64D/32X Одиночний розряд - Парний розряд - Мікст | Яна Новотна Аранча Санчес Вікаріо 6–3, 6–3          | Катарина Малеєва Робін Вайт                | Яна Новотна Габріела Сабатіні          | Аманда Кетцер Марі П'єрс Джиджі Фернандес Дате-Крумм Кіміко   |
| 29 серпня 15 вересня | Відкритий чемпіонат США з тенісу Нью-Йорк, U.S. Турнір Великого шолома $3,900,000 - Тверде - 128S/64Q/64D/32X Одиночний розряд - Парний розряд - Мікст | Елна Рейнах Патрік Гелбрайт 6–2, 6–4                | Яна Новотна Тодд Вудбрідж                  | Яна Новотна Габріела Сабатіні          | Аманда Кетцер Марі П'єрс Джиджі Фернандес Дате-Крумм Кіміко   |

### Вересень
| Тиждень    | Турнір | Чемпіонки                                            | Фіналістки                              | Півфіналістки                   | Чвертьфіналістки                                                |
| ---------- | --- | ---------------------------------------------------- | --------------------------------------- | ------------------------------- | --------------------------------------------------------------- |
| 19 вересня | Moscow Ladies Open Moscow, Росія Турнір 3 категорії $150,000 - Килим (i) - 32S/32Q/16D Одиночний розряд - Парний розряд                          | Магдалена Малеєва 7–5, 6–1                           | Сандра Чеккіні                          | Олена Макарова Сабін Аппельманс | Олена Лиховцева Гелена Сукова Ельс Калленс Сільвія Фаріна-Елія  |
| 19 вересня | Moscow Ladies Open Moscow, Росія Турнір 3 категорії $150,000 - Килим (i) - 32S/32Q/16D Одиночний розряд - Парний розряд                          | Олена Макарова Євгенія Манюкова 7–6(7–3), 6–4        | Лаура Голарса Кароліна Віс              | Олена Макарова Сабін Аппельманс | Олена Лиховцева Гелена Сукова Ельс Калленс Сільвія Фаріна-Елія  |
| 19 вересня | Nichirei International Championships Tokyo, Японія Турнір 2 категорії $400,000 - Тверде - 32S/32Q/16D Одиночний розряд - Парний розряд           | Аранча Санчес Вікаріо 6–1, 6–2                       | Емі Фрейзер                             | Міягі Нана Габріела Сабатіні    | Маріанн Вердел Забіне Гак Суґіяма Ай Ендо Мана                  |
| 19 вересня | Nichirei International Championships Tokyo, Японія Турнір 2 категорії $400,000 - Тверде - 32S/32Q/16D Одиночний розряд - Парний розряд           | Жулі Алар-Декюжі Аранча Санчес Вікаріо 6–1, 0–6, 6–1 | Емі Фрейзер Хіракі Ріка                 | Міягі Нана Габріела Сабатіні    | Маріанн Вердел Забіне Гак Суґіяма Ай Ендо Мана                  |
| 26 вересня | International Damen Grand Prix Leipzig Лейпциг, Німеччина Турнір 2 категорії $400,000 - Килим (i) - 32S/32Q/16D Одиночний розряд - Парний розряд | Яна Новотна 7–5, 6–1                                 | Марі П'єрс                              | Юдіт Візнер Анке Губер          | Бренда Шульц-Маккарті Іва Майолі Барбара Ріттнер Сандра Чеккіні |
| 26 вересня | International Damen Grand Prix Leipzig Лейпциг, Німеччина Турнір 2 категорії $400,000 - Килим (i) - 32S/32Q/16D Одиночний розряд - Парний розряд | Патті Фендік Мередіт Макґрат 6–4, 6–4                | Манон Боллеграф Лариса Савченко-Нейланд | Юдіт Візнер Анке Губер          | Бренда Шульц-Маккарті Іва Майолі Барбара Ріттнер Сандра Чеккіні |

### Жовтень
| Тиждень   | Турнір | Чемпіонки                                             | Фіналістки                              | Півфіналістки                            | Чвертьфіналістки                                                     |
| --------- | --- | ----------------------------------------------------- | --------------------------------------- | ---------------------------------------- | -------------------------------------------------------------------- |
| 3 жовтня  | European Indoors Цюрих, Швейцарія Турнір 1 категорії $750,000 - Килим (i) - 32S/32Q/16D Одиночний розряд - Парний розряд                  | Магдалена Малеєва 7–5, 3–6, 6–4                       | Наташа Звєрєва                          | Гелена Сукова Міріам Ореманс             | Мартіна Навратілова Шон Стаффорд Лорі Макніл Марі П'єрс              |
| 3 жовтня  | European Indoors Цюрих, Швейцарія Турнір 1 категорії $750,000 - Килим (i) - 32S/32Q/16D Одиночний розряд - Парний розряд                  | Манон Боллеграф Мартіна Навратілова 7–6(7–3), 6–1     | Патті Фендік Мередіт Макґрат            | Гелена Сукова Міріам Ореманс             | Мартіна Навратілова Шон Стаффорд Лорі Макніл Марі П'єрс              |
| 10 жовтня | Porsche Tennis Grand Prix Фільдерштадт, Німеччина Турнір 2 категорії $400,000 - Тверде (i) - 32S/32Q/16D Одиночний розряд - Парний розряд | Анке Губер 6–4, 6–2                                   | Марі П'єрс                              | Каріна Габшудова Маріанн Вердел          | Кончіта Мартінес Джиджі Фернандес Мартіна Хінгіс Мартіна Навратілова |
| 10 жовтня | Porsche Tennis Grand Prix Фільдерштадт, Німеччина Турнір 2 категорії $400,000 - Тверде (i) - 32S/32Q/16D Одиночний розряд - Парний розряд | Джиджі Фернандес Наташа Звєрєва 7–6(7–5), 6–4         | Манон Боллеграф Лариса Савченко-Нейланд | Каріна Габшудова Маріанн Вердел          | Кончіта Мартінес Джиджі Фернандес Мартіна Хінгіс Мартіна Навратілова |
| 17 жовтня | Brighton International Брайтон, Great Britain Турнір 2 категорії $400,000 - Тверде (i) - 32S/32Q/16D Одиночний розряд - Парний розряд     | Яна Новотна 6–7(4–7), 6–3, 6–4                        | Гелена Сукова                           | Лариса Савченко-Нейланд Жулі Алар-Декюжі | Кончіта Мартінес Наталі Тозья Мейке Бабель Катарина Малеєва          |
| 17 жовтня | Brighton International Брайтон, Great Britain Турнір 2 категорії $400,000 - Тверде (i) - 32S/32Q/16D Одиночний розряд - Парний розряд     | Манон Боллеграф Лариса Савченко-Нейланд 4–6, 6–2, 6–3 | Мері Джо Фернандес Яна Новотна          | Лариса Савченко-Нейланд Жулі Алар-Декюжі | Кончіта Мартінес Наталі Тозья Мейке Бабель Катарина Малеєва          |
| 24 жовтня | Nokia Grand Prix Ессен, Німеччина Турнір 2 категорії $400,000 - Тверде (i) - 32S/32Q/16D Одиночний розряд - Парний розряд                 | Яна Новотна 6–2, 6–4                                  | Іва Майолі                              | Наталія Медведєва Каріна Габшудова       | Бренда Шульц-Маккарті Анке Губер Мартіна Хінгіс Сабін Аппельманс     |
| 24 жовтня | Nokia Grand Prix Ессен, Німеччина Турнір 2 категорії $400,000 - Тверде (i) - 32S/32Q/16D Одиночний розряд - Парний розряд                 | Марія Ліндстрем Марія Страндлунд 6–2, 6–1             | Євгенія Манюкова Лейла Месхі            | Наталія Медведєва Каріна Габшудова       | Бренда Шульц-Маккарті Анке Губер Мартіна Хінгіс Сабін Аппельманс     |
| 31 жовтня | Challenge Bell Квебек (місто), Канада Турнір 3 категорії $150,000 - Килим (i) - 32S/32Q/16D Одиночний розряд - Парний розряд              | Катарина Малеєва 6–3, 6–3                             | Бренда Шульц-Маккарті                   | Чанда Рубін Наталі Тозья                 | Аманда Кетцер Патрісія Гі Елна Рейнах Лінда Вілд                     |
| 31 жовтня | Challenge Bell Квебек (місто), Канада Турнір 3 категорії $150,000 - Килим (i) - 32S/32Q/16D Одиночний розряд - Парний розряд              | Елна Рейнах Наталі Тозья 6–4, 6–3                     | Лінда Вілд Чанда Рубін                  | Чанда Рубін Наталі Тозья                 | Аманда Кетцер Патрісія Гі Елна Рейнах Лінда Вілд                     |
| 31 жовтня | Bank of the West Classic Окленд (Каліфорнія), CA, U.S. Турнір 2 категорії $400,000 - Килим (i) - 28S/16D Одиночний розряд - Парний розряд | Аранча Санчес Вікаріо 1–6, 7–6(7–5), 7–6(7–3)         | Мартіна Навратілова                     | Ліндсі Девенпорт Деббі Грем              | Зіна Гаррісон Анке Губер Джолен Ватанабе Емі Фрейзер                 |
| 31 жовтня | Bank of the West Classic Окленд (Каліфорнія), CA, U.S. Турнір 2 категорії $400,000 - Килим (i) - 28S/16D Одиночний розряд - Парний розряд | Ліндсі Девенпорт Аранча Санчес Вікаріо 7–5, 6–4       | Джиджі Фернандес Мартіна Навратілова    | Ліндсі Девенпорт Деббі Грем              | Зіна Гаррісон Анке Губер Джолен Ватанабе Емі Фрейзер                 |

### Листопад
| Тиждень      | Турнір | Чемпіонки                                              | Фіналістки                              | Півфіналістки                     | Чвертьфіналістки                                                  |
| ------------ | --- | ------------------------------------------------------ | --------------------------------------- | --------------------------------- | ----------------------------------------------------------------- |
| 7 листопада  | Virginia Slims of Philadelphia Філадельфія, PA, U.S. Турнір 1 категорії $750,000 - Килим (i) - 32S/32Q/16D Одиночний розряд - Парний розряд | Анке Губер 6–0, 6–7(4–7), 7–5                          | Марі П'єрс                              | Габріела Сабатіні Наташа Звєрєва  | Кімберлі По Чанда Рубін Бренда Шульц-Маккарті Мейлен Ту           |
| 7 листопада  | Virginia Slims of Philadelphia Філадельфія, PA, U.S. Турнір 1 категорії $750,000 - Килим (i) - 32S/32Q/16D Одиночний розряд - Парний розряд | Джиджі Фернандес Наташа Звєрєва 4–6, 6–4, 6–2          | Габріела Сабатіні Бренда Шульц-Маккарті | Габріела Сабатіні Наташа Звєрєва  | Кімберлі По Чанда Рубін Бренда Шульц-Маккарті Мейлен Ту           |
| 7 листопада  | Surabaya Women’s Open Сурабая, Індонезія Турнір 4 категорії $100,000 - Тверде - 32S/10Q/16D Одиночний розряд - Парний розряд                | Елена Пампулова 2–6, 6–0, retired                      | Суґіяма Ай                              | Мішелл Джаггерд-Лай Sung-Hee Park | Радка Бобкова Катаріна Студенікова Жанетта Гусарова Петра Бегеров |
| 7 листопада  | Surabaya Women’s Open Сурабая, Індонезія Турнір 4 категорії $100,000 - Тверде - 32S/10Q/16D Одиночний розряд - Парний розряд                | Басукі Яюк Романа Теджакусума Walkover                 | Нагацука Кьоко Суґіяма Ай               | Мішелл Джаггерд-Лай Sung-Hee Park | Радка Бобкова Катаріна Студенікова Жанетта Гусарова Петра Бегеров |
| 14 листопада | Чемпіонат Туру WTA New York, U.S. $3,708,500 – Килим (i) – 16S/8D Одиночний розряд – Парний розряд                                          | Габріела Сабатіні 6–3, 6–2, 6–4                        | Ліндсі Девенпорт                        | Марі П'єрс Дате-Крумм Кіміко      | Штеффі Граф Яна Новотна Кончіта Мартінес Жулі Алар-Декюжі         |
| 14 листопада | Чемпіонат Туру WTA New York, U.S. $3,708,500 – Килим (i) – 16S/8D Одиночний розряд – Парний розряд                                          | Джиджі Фернандес Наташа Звєрєва 6–3, 6–7(4–7), 6–3     | Яна Новотна Аранча Санчес Вікаріо       | Марі П'єрс Дате-Крумм Кіміко      | Штеффі Граф Яна Новотна Кончіта Мартінес Жулі Алар-Декюжі         |
| 14 листопада | P&G Taiwan Women's Tennis Open Тайбей, Республіка Китай Турнір 4 категорії $100,000 - Тверде - 32S/8Q/16D Одиночний розряд - Парний розряд  | Ван Ші-тін 6–1, 6–3                                    | Нагацука Кьоко                          | Ріта Гранде Каміо Йоне            | Джолен Ватанабе Радка Бобкова Домінік Монамі Міягі Нана           |
| 14 листопада | P&G Taiwan Women's Tennis Open Тайбей, Республіка Китай Турнір 4 категорії $100,000 - Тверде - 32S/8Q/16D Одиночний розряд - Парний розряд  | Мішелл Джаггерд-Лай Rene Simpson-Alter 6–0, 7–6(12–10) | Нансі Фебер Александра Фусаї            | Ріта Гранде Каміо Йоне            | Джолен Ватанабе Радка Бобкова Домінік Монамі Міягі Нана           |

## Рейтинги
Нижче наведено по двадцять перших на кінець року гравчинь у рейтингу WTA в одиночному та парному розряді.
| Одиночний розряд | Одиночний розряд            | Одиночний розряд | Одиночний розряд | Одиночний розряд |
| ---------------- | --------------------------- | ---------------- | ---------------- | ---------------- |
| Ранг             | Гравчиня                    | Пункти           | 1993             | Зміна            |
| 1                | Штеффі Граф (GER)           | 353.2966         | 1                | =                |
| 2                | Аранча Санчес Вікаріо (ESP) | 311.7073         | 2                | =                |
| 3                | Кончіта Мартінес (ESP)      | 180.2141         | 4                | +1               |
| 4                | Яна Новотна (CZE)           | 164.0995         | 6                | +2               |
| 5                | Марі П'єрс (FRA)            | 155.7375         | 12               | +7               |
| 6                | Ліндсі Девенпорт (USA)      | 141.9000         | 20               | +14              |
| 7                | Габріела Сабатіні (ARG)     | 138.4333         | 5                | -2               |
| 8                | Мартіна Навратілова (USA)   | 134.6079         | 3                | -5               |
| 9                | Дате-Крумм Кіміко (JPN)     | 124.7929         | 13               | +4               |
| 10               | Наташа Звєрєва (BLR)        | 123.9882         | 19               | +9               |
| 11               | Магдалена Малеєва (BUL)     | 94.8929          | 11               | +5               |
| 12               | Анке Губер (GER)            | 94.4017          | 10               | -2               |
| 13               | Іва Майолі (CRO)            | 84.5278          | 46               | +33              |
| 14               | Мері Джо Фернандес (USA)    | 81.4417          | 7                | -7               |
| 15               | Бренда Шульц-Маккарті (NED) | 76.9500          | 40               | +25              |
| 16               | Емі Фрейзер (USA)           | 72.6250          | 25               | +9               |
| 17               | Лорі Макніл (USA)           | 71.0625          | 39               | +22              |
| 18               | Аманда Кетцер (RSA)         | 68.9283          | 15               | -3               |
| 19               | Забіне Гак (GER)            | 67.9722          | 24               | +5               |
| 20               | Інес Горрочатегі (ARG)      | 67.7167          | 57               | +37              |

| Парний розряд | Парний розряд                 | Парний розряд | Парний розряд | Парний розряд |
| ------------- | ----------------------------- | ------------- | ------------- | ------------- |
| Ранг          | Гравчиня                      | Пункти        | 1993          | Зміна         |
| 1             | Наташа Звєрєва (BLR)          | 494.6247      | 3             | +2            |
| 2             | Джиджі Фернандес (USA)        | 465.0201      | 1             | -1            |
| 3             | Аранча Санчес Вікаріо (ESP)   | 431.3038      | 6             | +3            |
| 4             | Яна Новотна (CZE)             | 364.3657      | 4             | =             |
| 5             | Мартіна Навратілова (USA)     | 277.7750      | 11            | +6            |
| 6             | Мередіт Макґрат (FRA)         | 262.4556      | 23            | +17           |
| 7             | Патті Фендік (USA)            | 229.3761      | 14            | +7            |
| 8             | Ліндсі Девенпорт (USA)        | 210.8846      | 49            | +41           |
| 9             | Манон Боллеграф (NED)         | 209.9600      | 18            | +9            |
| 10            | Ліза Реймонд (USA)            | 206.4583      | 32            | +22           |
| 11            | Лариса Савченко-Нейланд (LAT) | 205.0437      | 5             | -6            |
| 12            | Пем Шрайвер (USA)             | 193.9146      | 7             | -5            |
| 13            | Елізабет Смайлі (AUS)         | 179.5423      | 9             | -4            |
| 14            | Габріела Сабатіні (ARG)       | 160.4091      | NR            | NR            |
| 15            | Лорі Макніл (USA)             | 160.2713      | 12            | -3            |
| 16            | Інес Горрочатегі (ARG)        | 159.3750      | 19            | +3            |
| 17            | Ренне Стаббс (AUS)            | 137.9267      | 8             | +9            |
| 18            | Євгенія Манюкова (RUS)        | 131.6765      | 39            | +21           |
| 19            | Робін Вайт (USA)              | 130.9500      | 62            | +43           |
| 20            | Жулі Алар-Декюжі (FRA)        | 127.8500      | 70            | +50           |